# Lijst van voetbalinterlands Bolivia - Paraguay (vrouwen)
Deze lijst van voetbalinterlands is een overzicht van alle officiële voetbalinterlands tussen de nationale vrouwenteams van Bolivia en Paraguay. De landen hebben tot nu toe vijf keer tegen elkaar gespeeld.

## Wedstrijden
| № | Plaats        | Datum             | Competitie                 | Wedstrijd          | Uitslag |
| - | ------------- | ----------------- | -------------------------- | ------------------ | ------- |
| 1 | Mar del Plata | 9 maart 1998      | Sudamericano Femenino 1998 | Bolivia − Paraguay | 2 − 3   |
| 2 | Mar del Plata | 13 november 2006  | Sudamericano Femenino 2006 | Bolivia − Paraguay | 1 − 5   |
| 3 | Cuenca        | 18 september 2014 | Copa América 2014          | Bolivia − Paraguay | 2 − 10  |
| 4 | Cali          | 14 juli 2022      | Copa América 2022          | Paraguay − Bolivia | 2 − 0   |
| 5 | Quito         | 13 juli 2025      | Copa América 2025          | Paraguay − Bolivia | 4 − 0   |

## Samenvatting
| Competitie                           | Totaal gespeeld | Winst Bolivia | Gelijk | Winst Paraguay | Doelsaldo Bolivia – Paraguay |
| ------------------------------------ | --------------- | ------------- | ------ | -------------- | ---------------------------- |
| Sudamericano Femenino / Copa América | 5               | 0             | 0      | 5              | 5 − 24                       |
| Totaal                               | 5               | 0             | 0      | 5              | 5 − 24                       |